# Grande Brasserie de Koekelberg
La Grande Brasserie de Koekelberg est une brasserie belge, créée en 1886 à Koekelberg, au 17 avenue de la Liberté. On va y brasser de la bière pils, un type de bière blonde et limpide à fermentation basse. 
Rapidement, la Grande Brasserie de Koekelberg se fera connaître par sa Munich, sa Petite Bavière, sa Pilsen et son Bock de Koekelberg. Jusqu'à la Première Guerre mondiale, la commercialisation des bières en bouteilles sera confiée à Hermann Dillenberg et s'effectuera sous la marque Le Coq. En 1954 la Grande Brasserie de Koekelberg fusionnera avec les Grandes Brasseries d’Ixelles. Désormais, la dénomination sociale de l’ensemble ainsi réuni sera “Brasseries de Koekelberg et d’Ixelles”, en abrégé “Ixelberg”. Et en 1969, l’ensemble ainsi constitué sera absorbé par la SA Anciennes Brasseries Vandenheuvel & Cie-Brasserie Saint-Michel (Molenbeek-Saint-Jean). Mais le groupe britannique Watney – majoritaire chez Vandenheuvel-Ixelberg – mettra fin à la production au profit de la Maes, à Koekelberg d’abord (1970), à Molenbeek-Saint-Jean ensuite (1974).

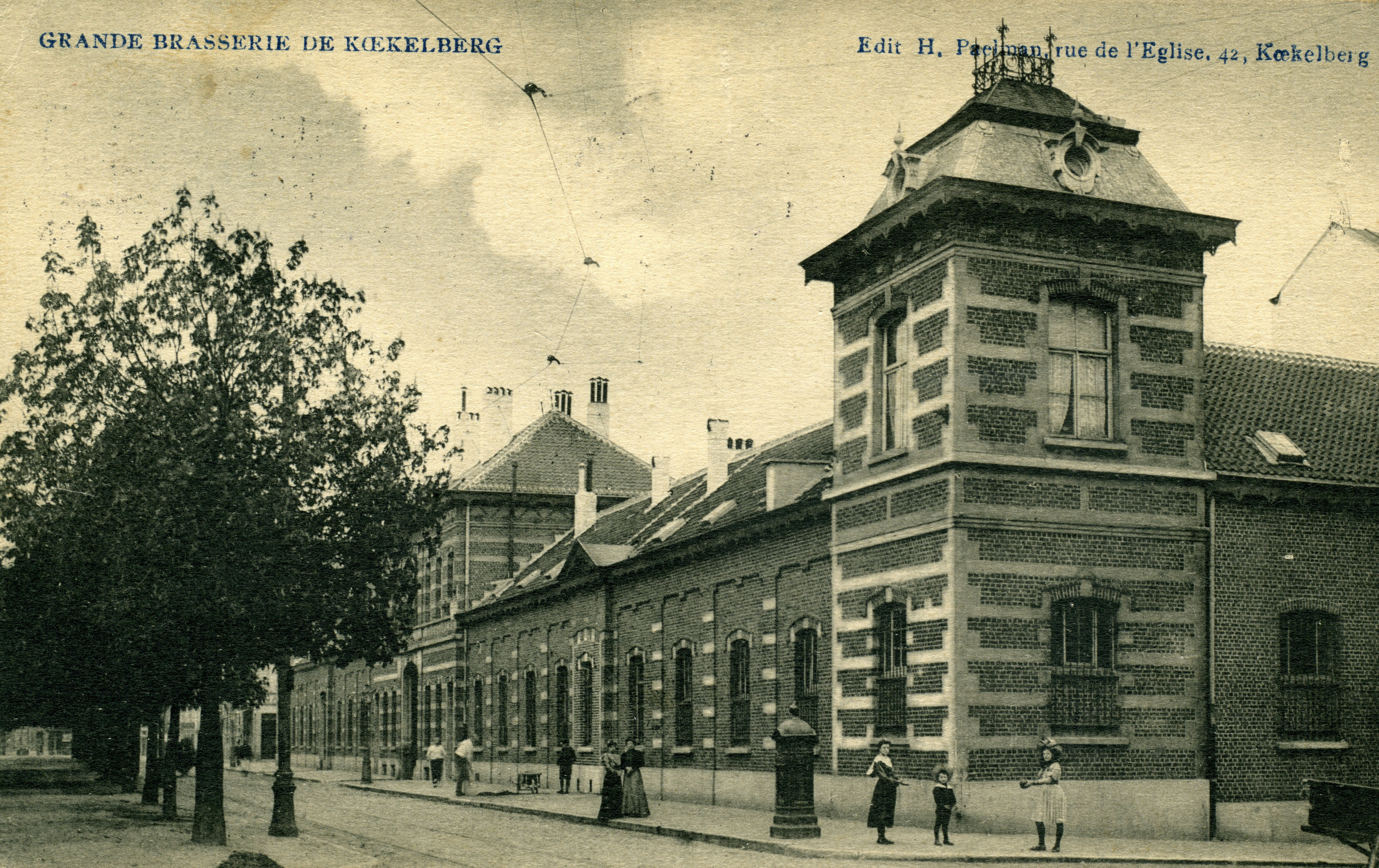
Grande Brasserie de Koekelberg, 17 avenue de la Liberté. Vers 1910.

## Histoire

### Naissance de la Grande Brasserie de Koekelberg
La parcelle délimitée par quatre des nouvelles voies – avenue de la Liberté, rue du Parc Élisabeth, rue des Braves et rue Félix Vande Sande – du Quartier Royal de Koekelberg dont les plans, élaborés par Victor Besme, ont été adoptés en 1880, sera occupée tout d’abord par la société de fiacres dite des “Petites Voitures”. Elle y aura là, au 17 avenue de la Liberté, un dépôt et des écuries qu’elle cédera en 1884, rendant ainsi le terrain disponible.
À la fin du XIXe siècle, alors que la gueuze est présente dans tous les estaminets, rares encore sont les établissements  bruxellois où l’on peut s’offrir ces “bières de luxe” en provenance de l’étranger que sont les bières dites à fermentation basse importées de Bohême ou de Bavière. Henry Vandenheuvel va en assurer la production à Molenbeek-Saint-Jean au milieu du siècle et sera connu pour sa fameuse bière Ekla. C’est donc pour concurrencer à la fois Henry Vandenheuvel et les importateurs de bières allemandes que va voir le jour la Grande Brasserie de Koekelberg au 17 avenue de la Liberté. Celle-ci est juridiquement constituée le 27 mai 1886 sous l’intitulé de “Brasserie de bières allemandes de Koekelberg”.
Les bâtiments édifiés au 17 avenue de la Liberté sont d’une indéniable qualité architecturale. La  brasserie est en exploitation le 15 janvier 1887 et la direction technique est assurée par le maître brasseur Édouard Koeller. Trois produits  sont présentés au public le 17 mai 1887 : une Munich, une bière de ménage dite Petite Bavière et, surtout, le Bock de Koekelberg que l’on vendra bientôt à l’Hôtel Continental, place de Brouckère, au grand bénéfice de l’établissement dira-t-on alors. Le 12 décembre 1887, l’assemblée générale des actionnaires décide de changer le nom de la société qui deviendra dès lors et pour longtemps la “Grande Brasserie de Koekelberg-lez-Bruxelles”. Max Edelmann en sera l’administrateur-directeur pendant vingt-cinq ans.
Lors de l’Exposition internationale de Bruxelles, en 1888, puis l’année suivante à l’Exposition de Paris, la brasserie obtiendra chaque fois une médaille d’or. Puis ce sera un diplôme d’honneur à Amsterdam en 1895, puis à Londres et à Gand en 1896. La Grande Brasserie de Koekelbeg sera déclarée hors-concours à Bruxelles en 1897 et Grand Prix à Paris en 1900 puis à Liège en 1905.

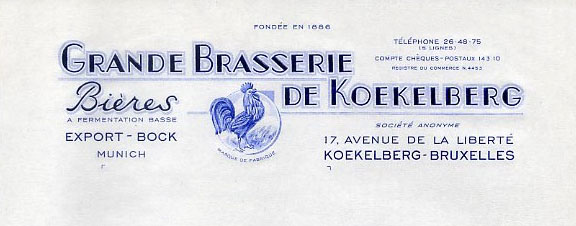
Grande Brasserie de Koekelberg. Vers 1935.

### La montée en puissance de la brasserie

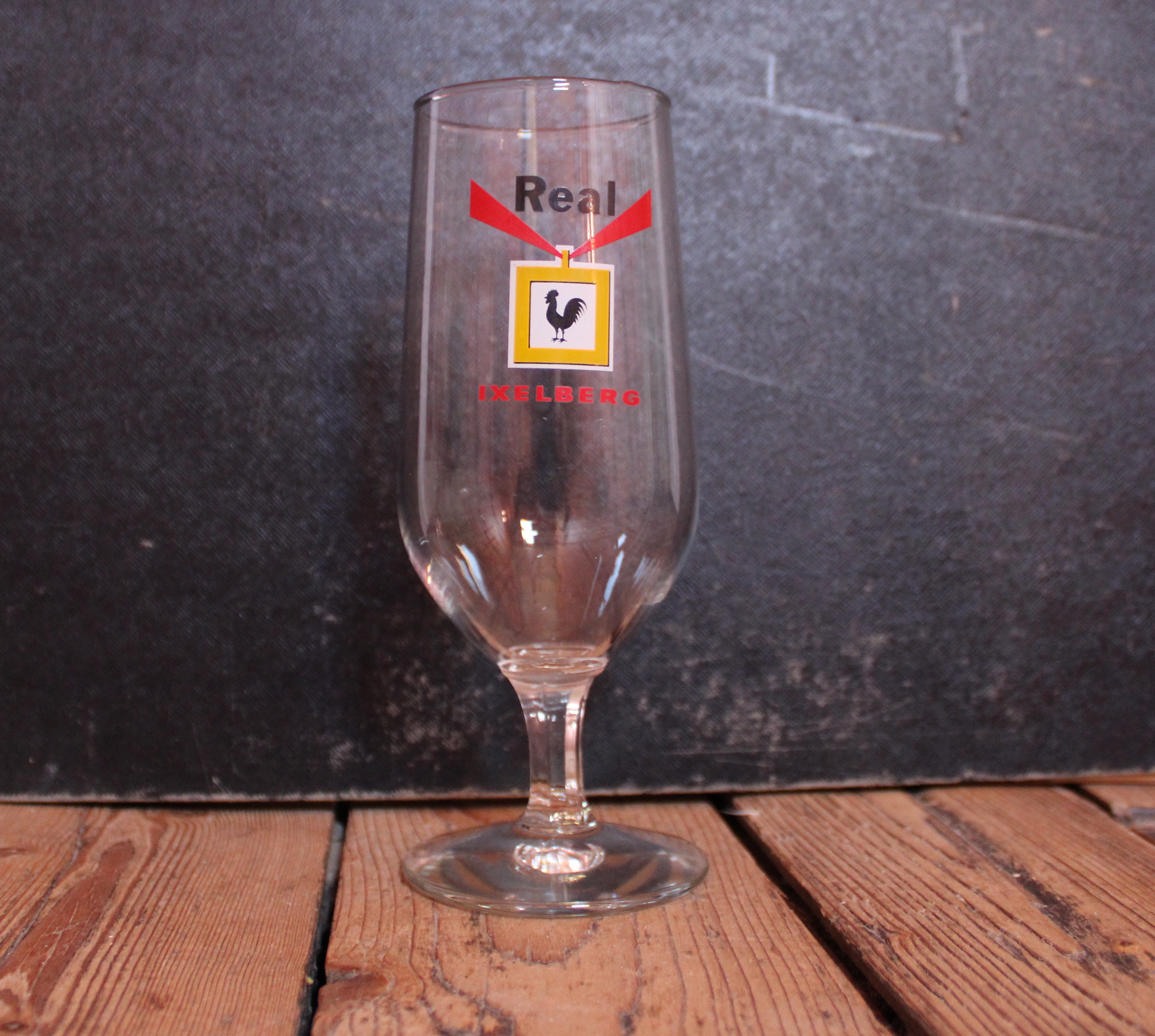
Vieux verre à bière à pied de la marque "Real Ixelberg"

En 1892, les actions de la Grande Brasserie de Koekelberg sont introduites à la Bourse de Bruxelles. En 1898, la firme lance la Munich-Hahnenbräu qu’elle  présentera à l’exposition de bières qui se tient à Munich l’année suivante. La firme y décrochera un diplôme d’honneur avec médaille d’or. Face à ce succès, l’Union des Brasseurs de Munich estimera que l’appellation du produit est susceptible d’induire le consommateur en erreur et intentera une action en  dommages et intérêts. Les Munichois seront déboutés, le tribunal estimant que la provenance réelle, Koekelberg, y est clairement indiquée.
Les ventes ne cesseront d’augmenter d’année en année, passant de 32 727 hectolitres la première année pour atteindre 60 754 hectolitres à la veille de la Première Guerre mondiale. Bock, dont la marque a été déposée en 1904, mais aussi Munich et Pilsen restent les productions de base de la brasserie. Max Edelmann décède à Hambourg le 19 juillet 1912. Le 30 juillet, les autorités communales de Koekelberg dénommeront rue Edelmann la rue de la Station qui longe le chemin de fer, rendant ainsi hommage au “philanthrope désintéressé et modeste qui, par l’exportation des bières de la Grande Brasserie a répandu le nom de Koekelberg dans le monde entier”. Mais la nationalité allemande de l'intéressé obligera à adopter l'appellation  rue de l'Armistice en novembre 1918.
La bière est vendue en fûts. Mais la commercialisation des bières en bouteilles a été confiée, en exclusivité, à Hermann Dillenberg dont les installations prospéreront non loin de la brasserie, au 17 rue Félix Vande Sande. Leur diffusion se fera sous la marque Le Coq. Mais en 1919, la brasserie mettra un terme à la concession et disposera dès lors de son propre département des bières en bouteilles.
Durant la Première Guerre mondiale, la brasserie va payer un lourd tribut à l’envahisseur : pillage de ses installations et récupération du cuivre de ses cuves. Les hostilités passées, il faudra réparer et, surtout, moderniser pour faire face à la concurrence. En 1923, on portera le capital social de un à cinq millions de francs. La modernisation portera ses fruits : après avoir retrouvé le niveau d’avant-guerre (67 396 hectolitres en 1920), les ventes bondiront à 98 250 hectolitres en 1926. L'année suivante, la Grande Brasserie de Koekelberg fêtera son quarantième anniversaire : le 23 avril 1927 la brasserie ouvre ses portes au public et l’ensemble du personnel est convié à un banquet de fête. Une médaille-souvenir et un billet de cent francs sont distribués à chacun des salariés de la firme.
Les bâtiments de 1887 avec leurs élégantes tourelles d’angle sont remplacés en 1933 par une construction en terrasse à l’architecture sobrement fonctionnelle. Trois ans plus tard, en 1936, les “fêtes du 50e anniversaire de la Grande Brasserie de Koekelberg” revêtiront un éclat exceptionnel, deux dimanches de suite. Le 17 mai aura lieu un grand “cortège carnavalesque” boulevard Léopold II et place Eugène Simonis. Le dimanche suivant 24 mai, place Eugène Simonis et Parc Élisabeth aura lieu une “ascension en sphérique” en présence d’une foule nombreuse venue admirer le  ballon arborant l’enseigne de la brasserie. 

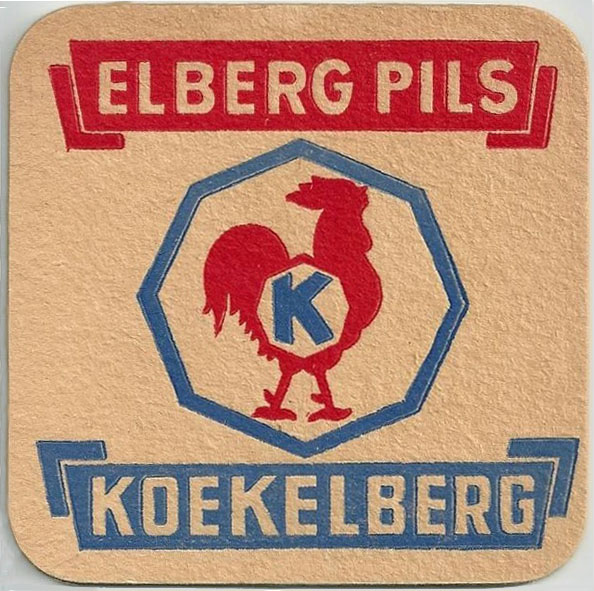
Sous-bock de la Grande Brasserie de Koekelberg - Ixelberg.

### Brasseries de Koekelberg et d’Ixelles (Ixelberg)
Passé le second conflit mondial, le temps des regroupements viendra pour faire poids face aux premières vagues de concentration des entreprises. En 1947, la Grande Brasserie de Koekelberg reprend la Brasserie Duvieusart de Nivelles. Et le 1er février 1954 est décidée la fusion avec les Grandes Brasseries d’Ixelles. Celles-ci sont issues, depuis 1921, des Brasseries Lannoy Frères fondées en 1859 par Jean Lannoy.  Désormais, la dénomination sociale de l’ensemble ainsi réuni sera “Brasseries de Koekelberg et d’Ixelles”, en abrégé “Ixelberg”.
Les Brasseries de Koekelberg et d’Ixelles absorberont, le 31 décembre 1962, la maison Roelants Frères, une brasserie-malterie située à Schaerbeek, propriété des Vandenheuvel depuis 1954. L’administrateur-directeur de la nouvelle “SA Brasserie Vandenheuvel–Ixelberg” est alors l’un des frères Lannoy. 
La production Ixelberg atteindra les 250 000 hectolitres en 1965. Mais la situation va se retourner : les Vandenheuvel sont dans la place et le 29 décembre 1969, l’ensemble ainsi constitué sera absorbé par la SA Anciennes Brasseries Vandenheuvel & Cie–Brasserie Saint-Michel, ultime rebondissement dans l’histoire de la concurrence entre la Grande Brasserie de Koekelberg et la brasserie Vandenheuvel de Molenbeek-Saint-Jean. Mais les opérations de fusions-absorptions s’accélèrent et l’année suivante, en 1970, c’est le groupe britannique Watney – majoritaire chez Vandenheuvel depuis la fin des années 1960 – qui reprend l’ensemble et met fin à la production qui cessera, à Koekelberg d’abord, en 1970, à Molenbeek-Saint-Jean ensuite, en 1974. 
Terrains et bâtiments du 17 avenue de la Liberté seront cédés le 6 octobre 1970 à l’ASBL Universitaire Faculteiten Sint-Aloysius (Ufsal), filiale flamande des Facultés universitaires Saint-Louis, qui y construira un campus universitaire.